# アルトゥーロ・バジーレ
アルトゥーロ・バジーレ（Arturo Basile, 1914年1月16日-1968年5月21日）は、イタリア共和国の指揮者。主にオペラ指揮者として活躍し、ヴェルディとプッチーニを得意とした。NHKイタリア歌劇団で訪れた日本など、イタリア国外でも指揮を行ったが、交通事故により54歳で他界した。

## 生涯
アルトゥーロ・バジーレは1914年1月16日、シチリア州シラクーザ県カニカッティーニ・バーニに生まれる。9歳のときに家族とともにトリノに移り、12歳のときにはフランコ・アルファーノが当時校長を務めていたトリノ音楽院に進学して、初めはオーボエを専攻する。のちにジョルジョ・フェデリコ・ゲディーニのマスター・クラスも受講した。1933年6月に卒業後はイタリア軍に入隊し、除隊後の1941年にイタリア放送協会の前身であるイタリア国営放送（EIRA）の専属オーケストラ（トリノ放送管弦楽団）にオーボエ奏者として入団する。当時の同僚には、のちにソリストとして活躍するフルート奏者のセヴェリーノ・ガッゼローニがいた。第二次世界大戦でイタリアが講和したあとの1943年10月16日、バジーレはトリノのテアトロ・カリニャーノで指揮者としてデビューを果たす。1944年12月20日には同じトリノのテアトロ・デル・ポポロで、当初はジーノ・マリヌッツィが指揮をする予定だったプッチーニの『マノン・レスコー』を、発作で倒れたマリヌッツィに代わって指揮した。1944年12月26日付のトリノのラ・スタンパ紙はこの公演について、「バジーレは立派にオーケストラを制御し、スタンディングオベーションで讃えられた」と伝えた。その間、私生活では1942年5月29日にローマでエリザベッタ・サンジェルマーノと結婚し、1944年に長男リッカルドが誕生した。
1946年7月、バジーレはトゥリオ・セラフィンが審査委員長を務める指揮者コンクールに出場して優勝する。1949年11月8日から10日にかけて、当時はまだ新進気鋭のソプラノ歌手であったマリア・カラスはチェトラへの最初の正規録音のためにトリノを訪れたが、この時の伴奏を務めたのがバジーレが指揮するトリノ放送管弦楽団であった。カラスはバジーレの指揮で、ベッリーニの『ノルマ』から「清らかな女神」、『清教徒』から「あなたの優しい声が」、ワーグナーの『トリスタンとイゾルデ』から「愛の死」の3曲をレコーディングした。以降、バジーレはイタリア国内はもちろんのこと、モンテカルロ、オランダ、オーストリア、アメリカ、日本、フランスなどでの歌劇場やオペラ公演に出演した。イタリア国内に限ってみれば、1960年から1961年にはボローニャ市立劇場の首席指揮者となり、以降は1968年初めまでローマ歌劇場、サン・カルロ劇場、パルマのテアトロ・レージョにしばしば客演した。レナータ・テバルディやジュリエッタ・シミオナート、ジュゼッペ・ディ・ステファノなどといった当時のイタリアの大歌手はローマやボローニャなどの舞台にはあまり立たなかったものの、バジーレが首席指揮者や客演指揮者を務めていたころに限っては、信頼関係を生かして舞台に立つことがあった。
しかし、バジーレのキャリアは突然終わる。バジーレは再建途上のトリノのテアトロ・レージョの音楽監督への就任を要請され、それを内諾する。その帰りの1968年5月21日、バジーレはソプラノ歌手ジャンナ・ガリの妹マリーサを乗せてBMWを運転中、ピエモンテ州ヴェルチェッリ県ヴェルチェッリで交通事故に遭いマリーサとともに死去した。54歳没。バジーレの名前は死去とともに薄れつつあったが、1990年代後半から2000年代にかけて、残されたいくつかの録音が復刻されている。
日本においては、1961年10月のNHK招聘「第3回NHKイタリア歌劇団」公演で来日し、東京文化会館と大阪のフェスティバルホールでヴェルディの『リゴレット』をジュゼッペ・モレッリと分担して指揮したほか、プッチーニの『トスカ』全公演を指揮し、合間に開かれた特別演奏会をモレッリ、フランコ・カプアーナとともに、こちらも東京文化会館とフェスティバルホールで指揮した。このうち、『トスカ』の公演がLPレコードとCDで1991年に、レーザーディスクで1991年と1993年に、DVDで2004年にいずれもキングレコードから発売された。